# Trox nodulosus
Trox nodulosus är en skalbaggsart som beskrevs av Edgar von Harold 1872. Trox nodulosus ingår i släktet Trox och familjen knotbaggar. Inga underarter finns listade i Catalogue of Life.